# Ogdens' Nut Gone Flake
Ogden's Nut Gone Flake, er et psykedeliskt konceptalbum af The Small Faces udgivet i 1968. Det var gruppens mest succesfulde album og lå på førstepladsen på UK Albums Chart i seks uger. "Lazy Sunday" blev albumets største hit. Også "Afterglow of Your Love" blev udgivet som single i 1969, men da var gruppen opløst og singlen opnåede blot en beskeden placering (nr. 36) på UK Singles Chart.
LP'ens side 1 består af en række løst sammensatte numre, men side 2 med titlen "Happiness Stan" var en sammenhængende fantasifuld historie om karakteren Stan, der prøver at finde ud af, hvor månen blev af, når den aftager. Historien læses op af komikeren Stanley Unwin og bindes sammen af numrene på pladesiden.
Albumets cover var cirkelformat i stedet for kvadratiskt og afbillede en tobaksdåse  af det fiktive mærke Ogdens' Nut Gone. Coveret blev dog senere af omkostningsmæssige årsager gjort kvadratisk.
Albummer er medtaget i Robert Dimerys bog 1001 Albums You Must Hear Before You Die.

## Indhold
(Komponist i parentes)
1. "Ogdens' Nut Gone Flake" (Kenney Jones/Ronnie Lane/Steve Marriott/Ian McLagan) - 2:28
2. "Afterglow (Of Your Love)" (Ronnie Lane/Steve Marriott) - 3:29
3. "Long Agos and Worlds Apart" (Ian McLagan) - 2:34
4. "Rene" (Ronnie Lane/Steve Marriott) - 4:31
5. "Song of a Baker" (Ronnie Lane/Steve Marriott) - 3:16
6. "Lazy Sunday" (Ronnie Lane/Steve Marriott) - 3:06
7. "Happiness Stan" (Ronnie Lane/Steve Marriott) - 2:37
8. "Rollin' Over" (Ronnie Lane/Steve Marriott) - 2:49
9. "The Hungry Intruder" (Kenney Jones/Ronnie Lane/Steve Marriott/Ian McLagan) - 2:15
10. "The Journey" (Kenney Jones/Ronnie Lane/Steve Marriott/Ian McLagan) - 4:09
11. "Mad John" (Ronnie Lane/Steve Marriott) - 2:50
12. "Happy Days Toy Town" (Kenney Jones/Ronnie Lane/Steve Marriott/Ian McLagan) - 4:18

## Hitlisteplaceringer
- Billboard 200, USA: #159[1]
- UK Albums Chart, Storbritannien: #1[2]
- Tyskland: #6[3]
- VG-liste, Norge: #13[4]